# Земетчино (станция)
Земе́тчино — железнодорожная станция Пензенского региона Куйбышевской железной дороги на линии Вернадовка — Морсово (линия неэлектрифицирована). Расположена в рп Земетчино Пензенской области. 
Через станцию проходят пригородные поезда Пачелма-Морсово-Пачелма и Морсово-Вернадовка .

## История
В 1892 году была проложена ветка, соединяющая станцию Вернадовка с селом Земетчино, а в 1902 году проведена ветка до станции Кустарёвка. Целью перемычки, соединяющей Моршанско-Сызранскую и Сызрано-Вяземскую железные дороги, был вывоз древесины для изготовления шпал. С открытием станции отмечались увеличение рабочих мест и прирост населения посёлка. 
В советское время станция имела прямое железнодорожное сообщение с Москвой (поезд Москва—Вернадовка).

## Пригородное сообщение на станции
На станции Земетчино проходит 4 пригородных поезда в сутки. (Вагон модели 61-4458 )
Поезд №6133 Пачелма - Земетчино меняется на поезд №6137 Земетчино - Морсово (стоянка 20 минут (по сведениям 01.01.2023г.))
| статус                         | № поезда | Маршрут движения    | № поезда | Маршрут движения     | Перевозчик                                                  |
| ------------------------------ | -------- | ------------------- | -------- | -------------------- | ----------------------------------------------------------- |
| курсирует                      | 6134     | Морсово - Пачелма   | 6133     | Пачелма - Земетчино  | "Башкортостанская пригородная пассажирская компания" (БППК) |
| курсирует                      | 6137     | Земетчино - Морсово | 6138     | Морсово - Вернадовка | "Башкортостанская пригородная пассажирская компания" (БППК) |
| Пригородная касса не работает. |          |                     |          |                      |                                                             |

## Коммерческие операции
- Осуществляются пригородные перевозки пассажиров на Пачелму, Вернадовку
- Посадка и высадка на поезда местного и пригородного сообщения.
- приём и выдача грузобагажа;
- приём и выдача повагонных отправок грузов, допускаемых к хранению на открытых площадках станций;
- приём и выдача грузов повагонными и мелкими отправками, загружаемых целыми вагонами, только на подъездных путях и местах необщего пользования;
- приём и выдача повагонных отправок грузов, требующих хранения в крытых складах станций[5].